# Sejsmogram

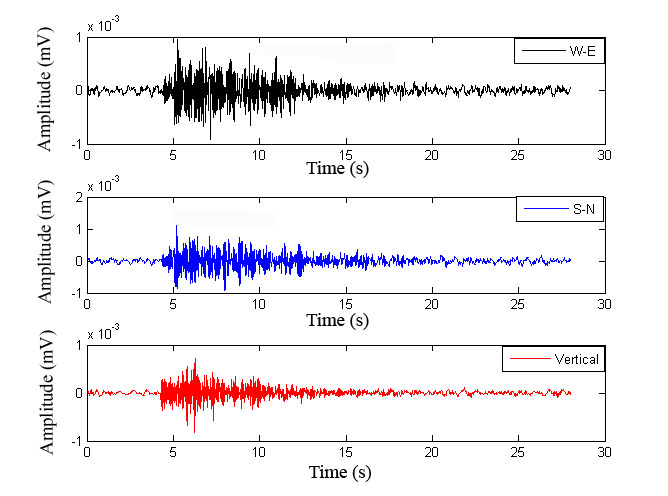
Przykładowy sejsmogram przedstawiający prędkości drgań w trzech podstawowych kierunkach.

Sejsmogram – analogowy lub cyfrowy zapis drgań rejestrowanych przez sejsmometr.
Linia sejsmogramu opisuje wychylenie drgań albo przyspieszenie względem inercyjnego wahadła sejsmometru w funkcji czasu. Określenie momentów zdarzeń sejsmicznych umożliwiają znaczniki czasu, nanoszone na sejsmogram w postaci krótkich poprzecznych kres pisanych w odstępach minutowych i godzinowych.
W przeszłości sejsmogram wykonywano w ten sposób, że rysik aparatury rejestrującej przesuwał się po powierzchni papieru kredowego sklejonego w zwój, na który wcześniej nanoszono cienką warstwę sadzy przez odymienie w kopcącym płomieniu specjalnego palnika. W rezultacie na czarnym tle uzyskiwano cienką, białą linię sejsmogramu. Znaczniki czasu nanoszone były krótkim uniesieniem rysika przez elektromagnes sterowany przez precyzyjny zegar mechaniczny. Po skończonym zapisie papier ten w celu utrwalenia był pokrywany warstwą werniksu. Po tym zabiegu sejsmogram nadawał się do analizy.
Stosowano również zapis na papierze światłoczułym. Zwój papieru światłoczułego umieszczano na bębnie o średnicy około 30 cm w specjalnej komorze zabezpieczającej przed wpływem światła zewnętrznego, a przez wąską szczelinę do wnętrza komory dostawał się promień światła oświetlacza odbijający się od zwierciadła galwanometru i "kreślił" linię sejsmogramu. Po skończonym zapisie papier wywoływano jak zwykłe zdjęcie fotograficzne. W rezultacie uzyskiwano na białym tle czarną, dość grubą linię sejsmogramu.
Wyżej opisane, żmudne techniki zapisu zastąpione zostały przez rejestrator rękawowy z pisakiem tuszowym, kreślącym linię sejsmogramu na zwykłym papierze offsetowym.
Obecnie zapis prowadzi się w postaci danych cyfrowych w określonym formacie, gromadzonych na nośniku danych. Zaletą zapisu cyfrowego jest możliwość rejestracji zmian o dużej dynamice, trwałość, łatwość komputerowej analizy i teletransmisji. Znaczniki czasu w sejsmogramach cyfrowych umożliwiają określenie momentu zdarzenia sejsmicznego z dokładnością rzędu 0,001 s.
Zobacz też: sejsmologia.